# Northowram
Northowram – wieś w Anglii, w hrabstwie ceremonialnym West Yorkshire, w dystrykcie metropolitalnym Calderdale. Leży 20 km na zachód od miasta Leeds i 273 km na północny zachód od Londynu. W 2001 miejscowość liczyła 4199 mieszkańców.